# ロベール・ダンジューに王冠を授けるトゥールーズの聖ルイ

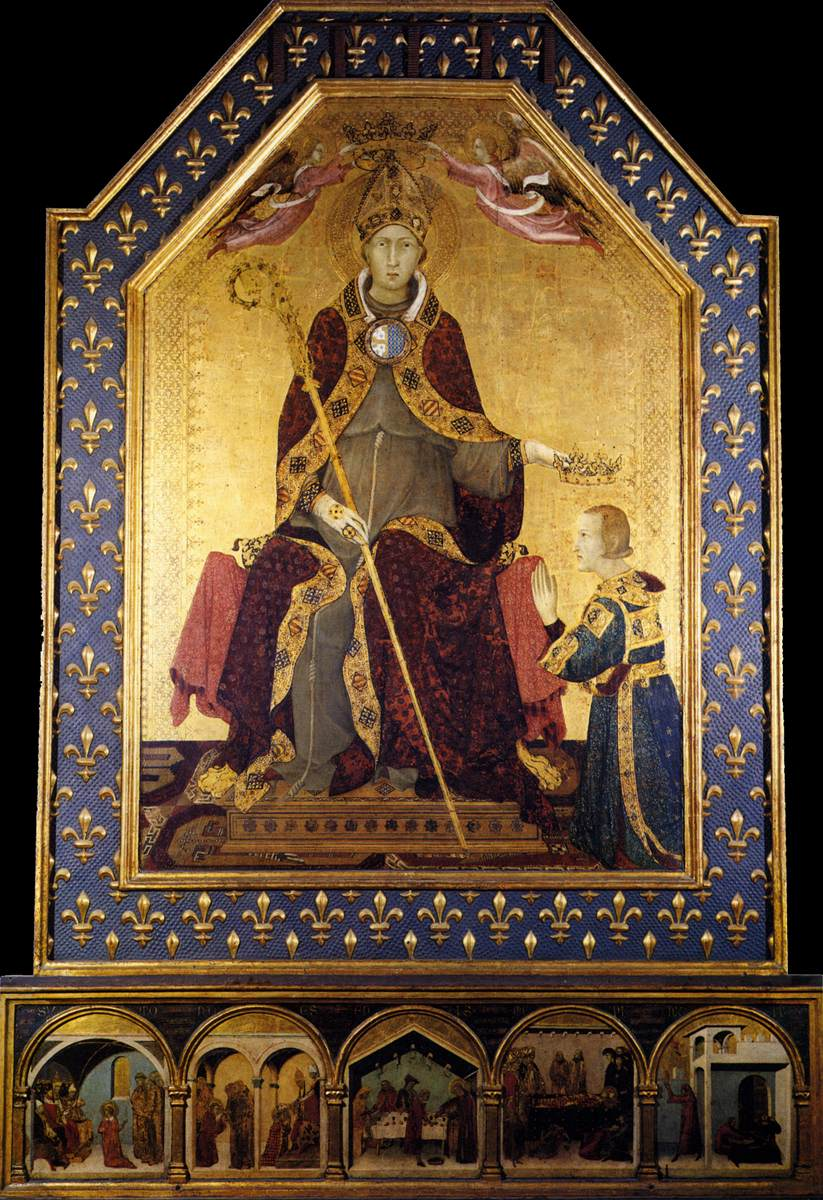
シモーネ・マルティーニ、『ロベール・ダンジューに王冠を授けるトゥールーズの聖ルイ』（1317年ごろ）、250×188 cm

『ロベール・ダンジューに王冠を授けるトゥールーズの聖ルイ』（イタリア語: San Ludovico di Tolosa che incorona il fratello Roberto d'Angiò) は、1317年ごろにシモーネ・マルティ―ニがナポリに滞在した際に、ロベルト1世 (アンジュ―のロベール) から依頼された板上のテンペラ画である。作品は、1317年に聖人に列せられたトゥールーズの聖ルイが弟のロベールに戴冠しているところを描いている。現在、ナポリのカポディモンテ美術館に所蔵されている。